# Bon Voyage! (winkel)

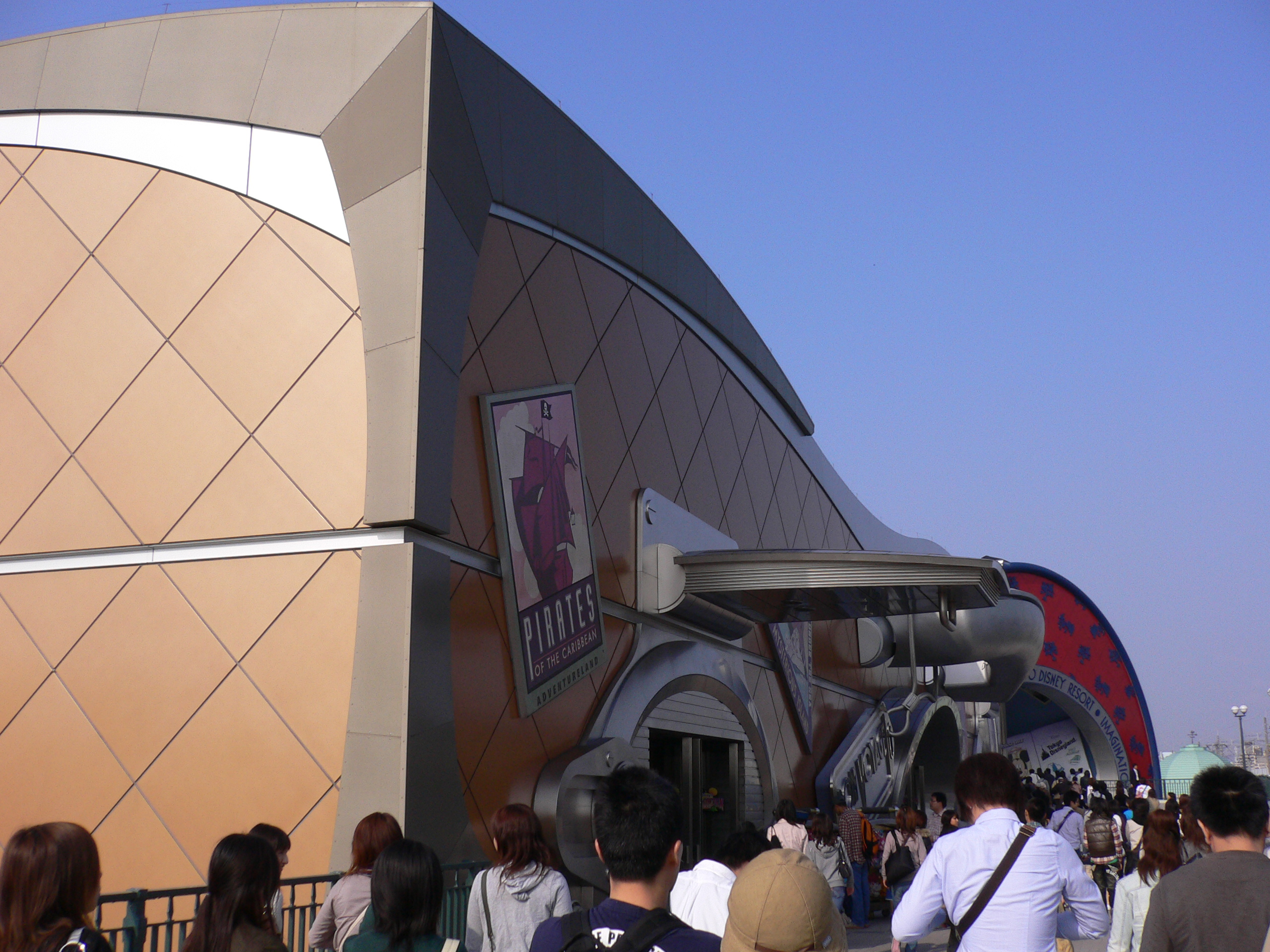
De ingang van Bon Voyage!

Bon Voyage! (ボン・ヴォヤージュ, Bon Voyāju) is de officiële Disneywinkel in Urayasu, Japan. De winkel heeft de vorm van een overvolle tas en is één uur langer open dan Tokyo Disneyland en Tokyo DisneySea. De winkel heeft de originele Disneyspullen en populaire spullen van Tokyo Disney Resort en de twee themaparken. De winkel ligt vlak buiten de themaparken.